# Station Aspatria
Aspatria is een station van National Rail in Aspatria, Allerdale in Engeland. Het station is eigendom van Network Rail en wordt beheerd door Northern Rail. Het station is geopend in 1841. Het station langs de Cumbrian Coast Line is een request stop, waar treinen alleen stoppen op verzoek.